# CutePDF
CutePDF es un conversor y editor de archivos en formato PDF para Microsoft Windows, desarrollado por la empresa Acro Software.
CutePDF Writer permite crear archivos PDF, mientras que CutePDF Form Filler permite editar formularios PDF sencillos, evitando así el uso de software de edición de PDF más costoso.
El programa puede convertir documentos, imágenes y texto. Se instala como un subsistema de impresora.

## Recepción
La revista Chip le otorgó 4 de 5 estrellas.
Ha sido recomendado por Tech Republic (9 de octubre de 2003), The Washington Post (2 de mayo de 2009), y por PC World (13 de febrero de 2014).

## Controversias
En varias versiones anteriores, CutePDF incluyó adware en su instalador.
El sitio Freeware Genius, en su artículo «The best freeware virtual PDF printer: a comparison» (16 de junio de 2011), escribió: «Las impresoras virtuales que probamos pero que decidimos excluir de la comparación fueron Bolt PDF Printer, CutePDF Writer, ImagePrinter, pdf995, PDFlite y Primo PDF, principalmente por su funcionalidad inferior, falta de opciones de configuración o facilidad de uso. Algunas (por ejemplo, Primo PDF y CutePDF) fueron eliminadas por motivos de privacidad, ya que contienen componentes de adware/spyware».
A fecha del 19 de junio de 2016, el instalador intentaba incluir la barra de herramientas del navegador Ask, conocida por secuestros de navegador, y el adware OpenCandy.